# ترافيس ديكر
ترافيس ديكر (بالإنجليزية: Travis Dekker)‏ هو لاعب كرة قدم أمريكية أمريكي، ولد في 21 أكتوبر 1985.